# Mary Carlin
Mary Carlin (geboren am 13. August 1873 in Eastwood in Nottinghamshire; gestorben am 5. April 1939) war eine  britische Gewerkschafterin.
1916  wurde Carlin Funktionärin für die  Dock, Wharf, Riverside and General Labourers' Union; sie war die erste Frau in dieser Funktion.  Während des Ersten Weltkriegs diente sie am  Women's Advisory Council  Ministry of Munitions sowie in einem Untersuchungsausschuss des Women's Army Auxiliary Corps.
Nach dem Krieg wurde sie in der  Bewegung No More War Movement (Nie wieder Krieg!), 1922 organisierte sie eine Massendemonstration.  Auch in der Labour Party spielte sie eine herausragende Rolle; sie wurde 1924 in das  National Executive Committee gewählt und war über viele Jahre in diesem Amt aktiv. Bei der Kommunalwahl 1924 für das London County Council blieb sie erfolglos.  1930 wurde sie  als Kandidatin der Labour Party für den Wahlkreis Westminster Abbey ausgewählt,  sie trat dann aber nicht zur Wahl an.
Die Werftarbeitergewerkschaft wurde in die  Transport and General Workers' Union integriert  und Carlin wurde ihr  National Women's Officer sowie die Vorsitzende der zugehörigen Women's Guild.
Als Gewerkschaftsvertreterin war sie auch Mitglied des Schiedsgerichts. Ende der 1930er Jahre ging sie in den Ruhestand und starb plötzlich im Jahr 1939.